# Microscope de Van Leeuwenhoek

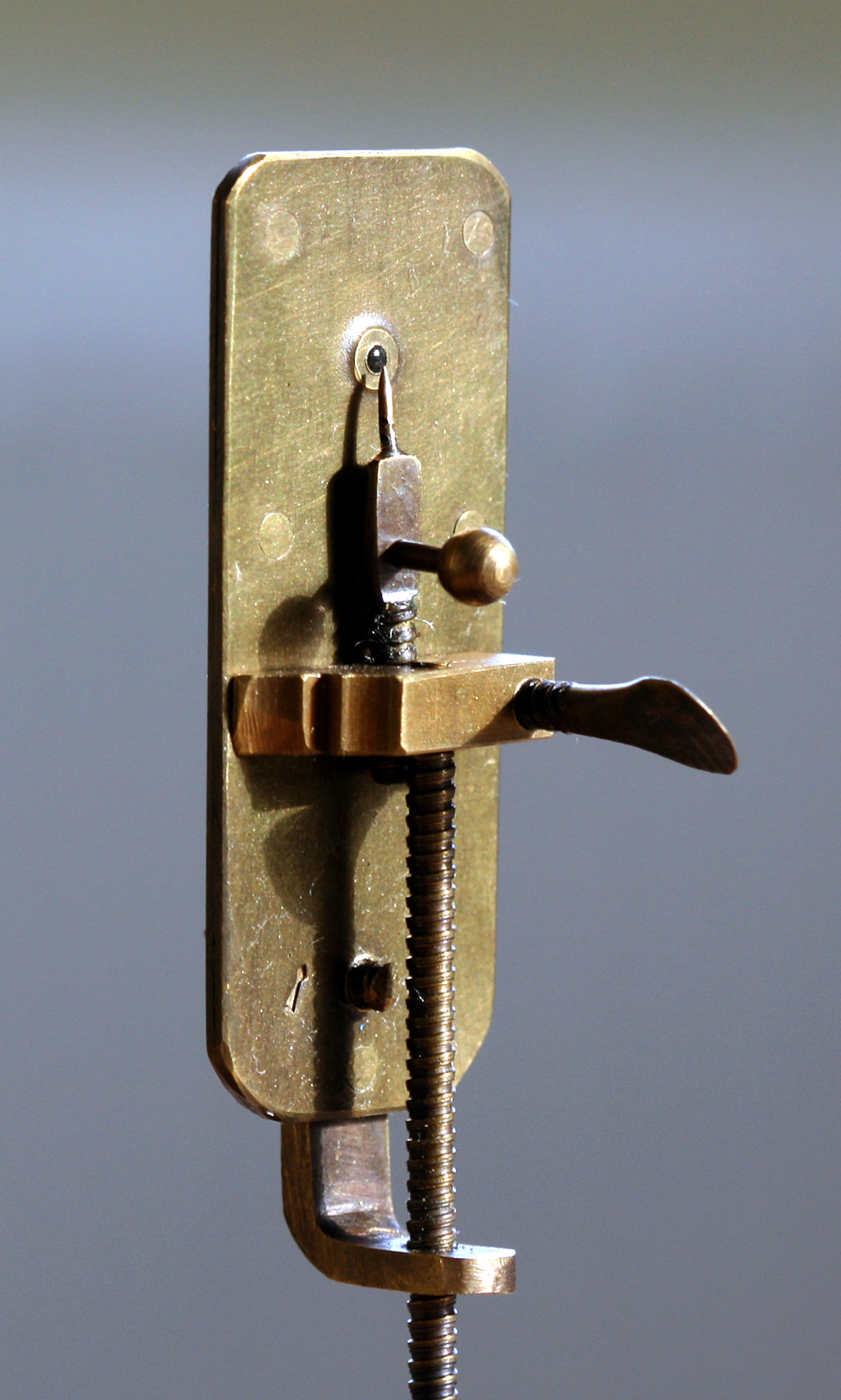
Réplique du microscope de Van Leeuwenhoek : la lentille biconvexe insérée entre deux plaques métalliques se comporte comme une loupe puissante à courte distance focale permettant d'observer les échantillons sur un stylet porte-objet que l'on peut déplacer vers le haut ou le bas à l'aide d'une vis à crémaillère.

Le microscope de Van Leeuwenhoek est un microscope imaginé et créé par Antoni Van Leeuwenhoek au XVIIe siècle.
Il a notamment permis la découverte des microorganismes, des protozoaires et des spermatozoïdes.
Ce microscope d'un genre tout à fait unique, qui est en réalité une loupe très puissante, se compose d'une minuscule lentille serrée entre deux plaques métalliques, placée devant une tige réglable et une aiguille portant le spécimen à étudier. L'œil prend place derrière la plaque, vers une source de lumière. Van Leeuwenhoek a atteint de cette manière des grossissements de 275 fois, alors que les meilleurs microscopes de l'époque n'atteignaient que 30 fois.

## Historique

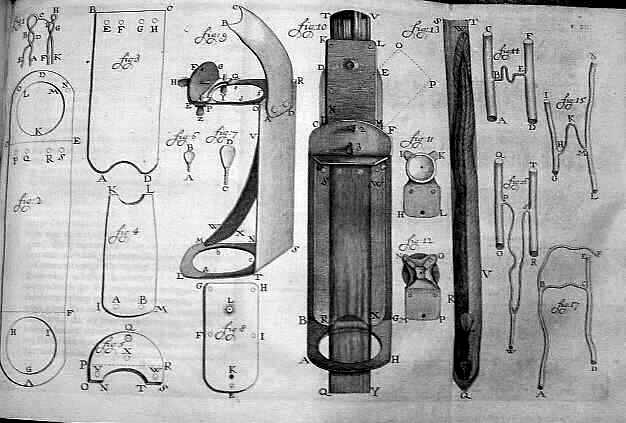
Divers microscopes de Van Leeuwenhoek. Dessin de Henry Baker, 1756.

De par sa profession de marchand de drap à Delft, Leeuwenhoek connaissait le compte-fils, loupe utilisée pour inspecter les étoffes, dans l'industrie textile.
Les premières observations de Leeuwenhoek sont présentées à la Royal Society en 1673 : il y décrit la structure de moisissures et de l’aiguillon de l’abeille. Il s'établit alors, durant près de quarante ans, un intense échange de lettres entre Leeuwenhoek et les membres de la société savante londonienne, jusqu’à la mort de Leeuwenhoek en 1723.
Van Leeuwenhoek a fabriqué des centaines de microscopes. Il utilisait chaque microscope, conservé dans son armoire, pour montrer aux visiteurs un spécimen spécifique particulier. Au cours de sa vie, il a toujours gardé tous ses microscopes pour lui-même : des monarques éminents en visite, comme Pierre Ier le Grand, George Ier de Grande-Bretagne ou Frédéric Ier de Prusse n'ont pu obtenir aucun exemplaire de ses instruments. Durant cinquante ans, il a refusé de partager la technique de fabrication de ses microscopes, au grand désarroi des scientifiques anglais.
Leeuwenhoek a fabriqué un exemplaire modifié en 1689 pour l'observation d'une anguillule, grâce auquel il était possible de visualiser la circulation sanguine de l'animal.

## Mode opératoire

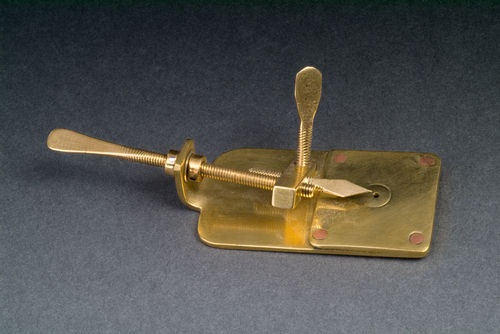
Microscope de Van Leeuwenhoek. Réplique moderne en laiton, avec une lentille de verre biconvexe.

L'instrument de Van Leeuwenhoek est un type de microscope optique qui utilise la lumière visible dans un spectre électromagnétique dans des longueurs d'onde comprises entre environ 300 et 650 nm. Une lentille concentre les rayons lumineux en un point focal pour la mise au point.
Le physicien d'Utrecht Pieter Hendrik van Cittert (nl) a analysé le microscope d'Antoni van Leeuwenhoek et expliqué son fonctionnement.
Des recherches tomographiques, en collaboration avec l'université technique de Delft, ont montré que Van Leeuwenhoek fabriquait ses lentilles par meulage et non par soufflage du verre.

## Inventaire de la collection

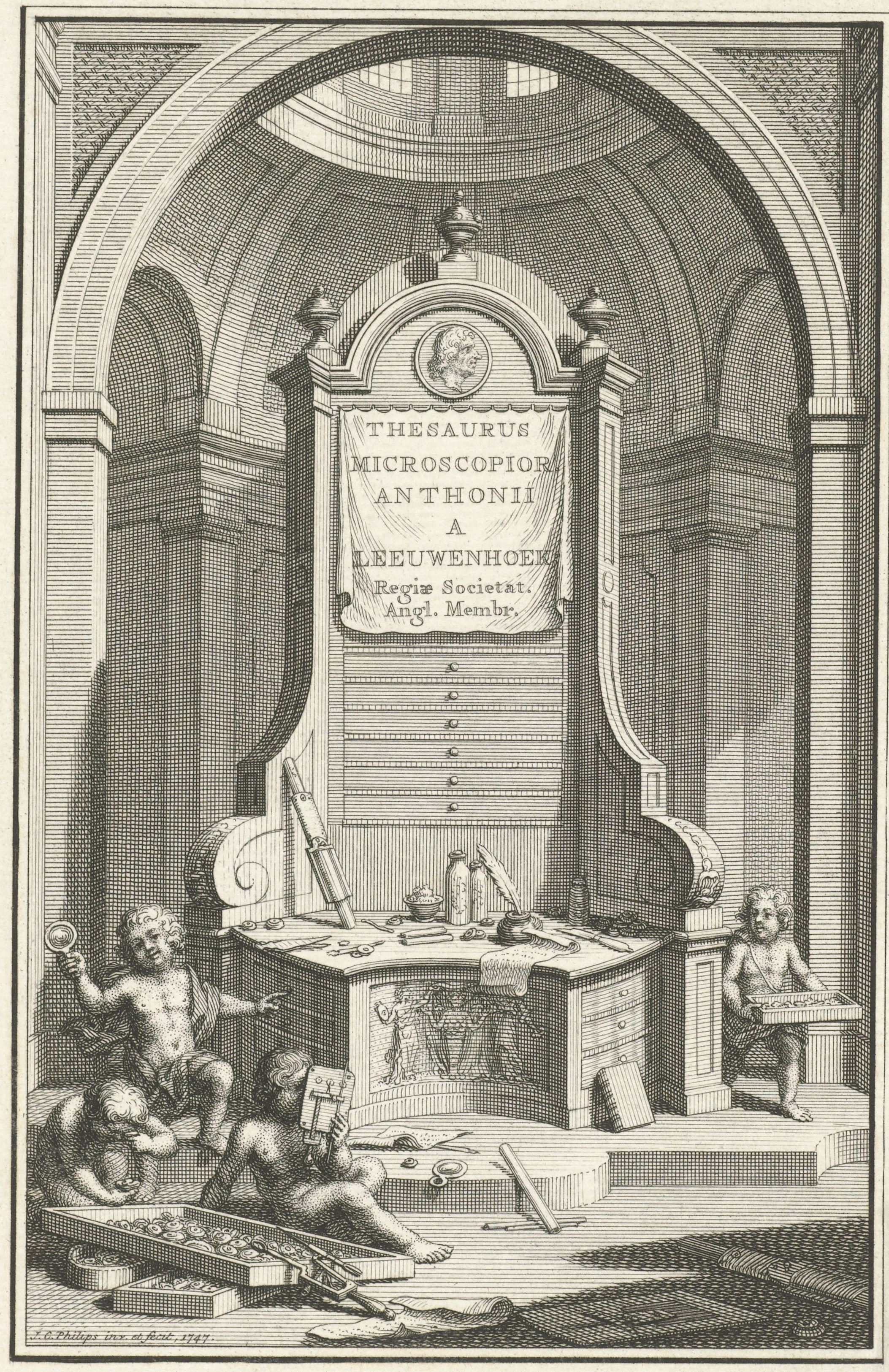
Gravure de 1747 montrant des instruments de Van Leeuwenhoek destinés à être vendus aux enchères, dont un microscope.

Après sa mort, 531 microscopes inventoriés furent vendus aux enchères le 29 mai 1747 dans la salle de la  guilde de Saint-Luc. Aujourd'hui, onze exemplaires sont encore connus.
Quatre exemplaires se trouvent au musée Boerhaave de Leyde. En outre, un exemplaire se trouve au Musée universitaire d'Utrecht (nl) et deux exemplaires au Deutsches Museum de Munich. En 2015, un exemplaire en argent, donnant un grossissement de 248 fois, a été récupéré dans une collection de maisons de poupées. Cet exemplaire fait partie de la collection du  planétarium de Zuylenburgh (nl). La même année, un autre spécimen a refait surface, lors d'un dragage des canaux de Delft.

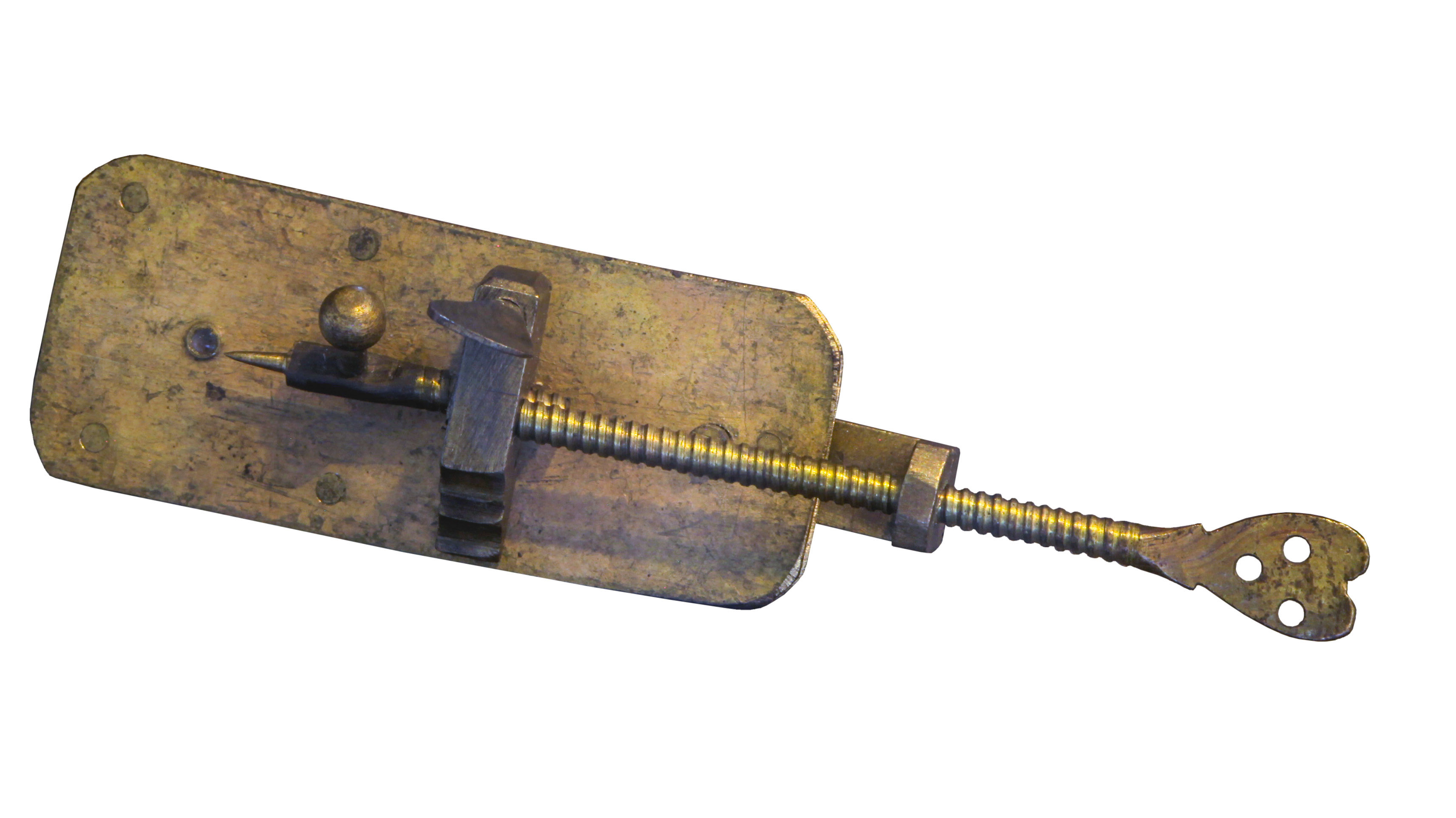
Microscope de Van Leeuwenhoek. Musée d'histoire des sciences de la Ville de Genève, inv. MHS 1837.